# François Le Lionnais
François Le Lionnais (Parigi, 3 ottobre 1901 – Boulogne-Billancourt, 13 marzo 1984) è stato un ingegnere, matematico e scrittore francese.
Insieme a Raymond Queneau ha fondato l'Oulipo.

## Biografia
Durante la seconda guerra mondiale viene arrestato, rinchiuso nelle carceri di Fresnes e successivamente deportato in un campo di concentramento, dove è costretto a lavorare ad una catena di montaggio dei missili V2, spesso da lui stesso modificati sabotandone il sistema di guida. Dopo la liberazione lavora nel campo della telefonia automatica e successivamente all'UNESCO con la nomina di capo della divisione di insegnamento e diffusione delle scienze. Nel 1950, già cofondatore e Presidente dell'Association des Écrivains Scientifiques de France insieme a Louis de Broglie e Jacques Bergier, diverrà membro del Comité consultatif du langage scientifique dell'Académie des Sciences. Appassionato giocatore di scacchi è anche produttore-animatore di una trasmissione radio diffusa nel corso degli anni sessanta. Morirà nel 1984 lasciando molti progetti in sospeso.

## L'esperienza dell'Oulipo
Nel 1960 fonda insieme a Raymond Queneau l'"Officina di letteratura potenziale" (ouvroir de littérature potentielle), di cui OuLiPo è l'acronimo, definendo sin dall'inizio la linee di pensiero del gruppo oulipiano. Lo scopo della letteratura potenziale sarà dunque, secondo Le Lionnais, quello di fornire agli scrittori futuri nuove tecniche, forme e strutture, procedendo su due percorsi distinti: la "lipo" sintetica e quella analitica, richiamandosi così a un metodo che sfrutta le potenzialità della letteratura. Nel secondo manifesto l'autore scriverà:
Libertà quindi di sfruttare queste tecniche nei modi più disparati, per dar vita a nuove forme artistiche ed applicare, in questo modo, lo stesso metodo sperimentale delle scienze esatte ai campi umanistici. La nuova "letteratura potenziale" aggiunge la necessità di sottomettersi a nuove rigide contraintes, liberandosi così da antiche forme e espressioni. È l'ispirazione a doversi adattare ad una serie di nuove procedure grammaticali, lessicali e matematiche.